# Martinus Saagmolen
Martinus Saagmolen, né vers 1620 à Oldenbourg et inhumé le 1er novembre 1669 à Amsterdam, est un peintre d'histoire néerlandais.

## Biographie
Né vers 1620 à Oldenbourg, Martinus Saagmolen est peintre à Leyde en 1640. Il est un des fondateurs de la Gilde en 1648 et se rend à Amsterdam en 1654 où il obtient le droit de bourgeoisie en 1664. Il a pour élève Nicolas Piemont, J. van Luyken et Michiel van Musscher. Houbraken signale de lui Le Jugement dernier.
Martinus Saagmolen est inhumé le 1er novembre 1669 à Amsterdam.